# Dyschirus subpunctatus
Dyschirus subpunctatus är en skalbaggsart som beskrevs av Hatch. Dyschirus subpunctatus ingår i släktet Dyschirus och familjen jordlöpare. Inga underarter finns listade i Catalogue of Life.